# كاثرين ويلي
كاثرين ويلي (بالإنجليزية: Catherine Wiley)‏ هي رسامة أمريكية، ولدت في 18 يناير 1879 في ليك سيتي في الولايات المتحدة، وتوفيت في 16 مايو 1958 في نوكسفيل في الولايات المتحدة.